# Fjällig kungsfiskare
Fjällig kungsfiskare (Actenoides princeps) är en fågel i familjen kungsfiskare inom ordningen praktfåglar.

## Utseende
Fjällig kungsfiskare är en medelstor (24–25 cm) skogslevande kungsfiskare. Hanen hos nominatformen har mörkblått huvud, brunaktig ovansida med tydligt beigefjällat utseende och fint tvärbandad ljus undersida. Underarten regalis har istället svart ansikte övergående i blågrönt på resten av huvudet. Vidare saknar ovansidan det fjälliga utseendet och undersidan är nästan helt otecknat roströd. Honan har beigefärgade ögonbryns- och mustaschstreck. 

## Utbredning och systematik
Fjällig kungsfiskare delas vanligen in i tre underarter med följande utbredning:
- princeps-gruppen
  - A. p. princeps – förekommer i fuktiga bergsskogar på nordöstra Sulawesi
  - A. p. erythrorhamphus – förekommer i fuktiga bergsskogar på nordvästra och centrala Sulawesi
- A. p. regalis – förekommer i fuktiga bergsskogar på sydöstra Sulawesi

## Status och hot
Arten har ett stort utbredningsområde, men tros minska i antal, dock inte tillräckligt kraftigt för att den ska betraktas som hotad. Internationella naturvårdsunionen IUCN listar arten som livskraftig (LC).